# 徳山七士
徳山七士（とくやましちし）は、幕末の徳山藩で尊王攘夷派として活躍した兒玉次郎彦、江村彦之進、河田佳蔵、井上唯一、本城清、浅見安之丞、信田作太夫の七人の勇士を指す。
元治元年（1864年）の禁門の変後、徳山藩の政権を保守派が握ったことに伴い、児玉次郎彦と江村彦之進は元治元年8月12日に暗殺、河田佳蔵と井上唯一は捕縛された後の10月24日に処刑され、本城清、浅見安之丞、信田作太夫の三人も同じく捕縛された後、元治2年（1865年）1月14日に処刑された。
その後、萩藩の家老・宍戸親基と前原一誠が徳山藩主・毛利元蕃に強硬に詰め寄り、山崎隊（徳山藩）の軍事力を背景に政権の交代を実現したため、藩論が回復され、後に毛利元蕃は、徳山七士の家を復興し、その遺族を優遇した。明治21年（1888年）には毛利元蕃のたっての願いで、徳山七士全員は明治天皇の命によって例外的に靖国神社に合祀され、明治31年（1898年）には徳山七士の7名全員に従四位が贈られた。周南市の児玉神社には七士の顕彰碑（初めは遠石地区に建てられた）と贈従四位の碑が建っている。